# Chiesa di Santa Maria della Pieve (Orzivecchi)
La chiesa di Santa Maria della Pieve, conosciuta come Pieve del Bigolio, è un luogo di culto di Orzivecchi, in provincia e diocesi di Brescia. La chiesa fa parte della zona pastorale della Bassa Occidentale ed è sussidiaria della chiesa parrocchiale dei santi Pietro e Paolo. 

## Storia
Il territorio di Orzivecchi era abitato già dal popolo celtico che adorava il dio Bolgolio, con l'arrivo dei primi cristiani, quello che probabilmente era l'antico luogo di culto pagano divenne la prima chiesa costruita sul territorio e il nome fu cambiato in Bigolio e dedicata a san Lorenzo e alla Madonna e con l'editto di Milano, tra il IV e il V secolo d.C. divenne la prima chiesa battesimale della zona. Per molti secoli la più importante del territorio.
A conferma, un'antica pietra d'epoca romana in marmo Botticino è posta come pietra angolare che conserva una dedica al dio pagano Bolgolio. La chiesa era sicuramente la più importante di tutto il territorio.
La chiesa fu abbandonata nel 1383 perché troppo lontana per i fedeli, che preferivano seguire le funzioni religiose nella chiesa dei Santi Pietro e Paolo, posta in prossimità dell'antico castello longobardo, località che dava inoltre più sicurezza, in considerazione delle tante guerre che rendevano i territori molto insicuri. Venne poi riedificata nel XV secolo e intitolata alla Madonna.
L'edificio venne modificato molte volte fino al 1896, quando fu aggiunto il pronao esterno e all'interno furono create tre navate. La chiesa, essendo intitolata alla Madre di Gesù, è molto amata e luogo di preghiera per gli abitanti di Orzivecchi che vi si recano per chiedere grazie.

## Descrizione

### Esterno
La chiesa si trova lontana dal centro abitato, sulla strada della Cesarina, ed è preceduta da un viale alberato, dove sono visibili gli ultimi scavi archeologici risalenti al 2018. È presente un porticato con tre aperture a tutto sesto realizzato nel 1895, e con un'apertura a rosone nella parte superiore. La chiesa a pianta quadrata ha il classico orientamento a est con abside a occidente. La facciata presenta accanto all'ingresso principale due monofore complete di inferriata protettiva, atte a illuminare l'interno dell'aula l'aula.

### Interno
L'interno dell'edificio si compone di tre navate, divise da archi a tutto sesto in muratura che sono rafforzati esternamente da contrafforti e con volta a crociera. Conserva la Madonna della Pieve opera scultorea di Angelo Righetti, mentre l'altare databile al XVIII secolo, ha intarsi in madreperla proveniente dall'antica chiesa dei disciplini. Un altorilievo attribuito al Maestro degli anteli cantori raffigura la Dormitio Virginis.
Il presbiterio si presenta a pianta quadrata con volta a crociera e catino absidato lunettato con una semi-cupola, rialzato da due gradini in marmo.